# Ustadhsis

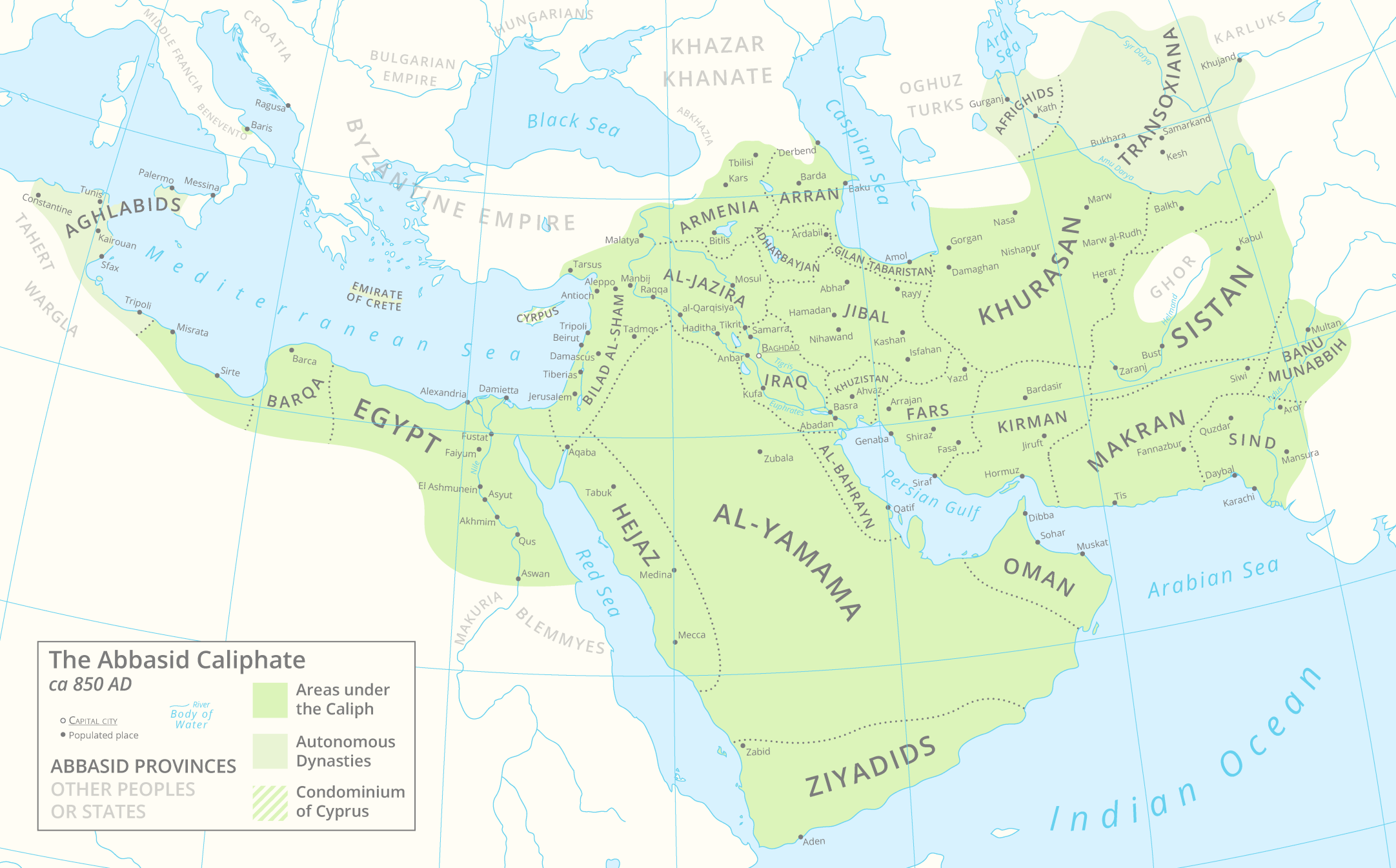
Das Abbasiden-Kalifat um 850, im Osten die Provinz Chorasan.

Ustadhsis (persisch أستاذ سيس, geb. im 8. Jahrhundert; gest. im 8. Jahrhundert) war ein persisch-zoroastrischer Rebellenführer, der im Jahr 767 im heutigen Westafghanistan gegen die Oberherrschaft des arabischen Abbasiden-Kalifen al-Mansur (reg. 754–775) rebellierte.

## Leben

### Aufstand gegen die Abbasiden
Ustadhis war ein Anhänger der zoroastrischen Reformlehren des Behafarid (persisch به‌آفرید, gest. 748/749), die vom Islam inspirierte Praktiken und Verbote enthielten. Er sammelte in Chorasan eine große Oppositionsbewegung und rebellierte im Jahr 767 gegen die Oberherrschaft der Abbasiden unter dem Kalif al-Mansur (714–775, reg. 754–775). Dabei brachte er schließlich Herat und die umgebende Region in Chorasan unter Kontrolle, darunter auch die wichtige Stadt Marw al-Rudh. Er tötete hunderte arabische Stammesangehörige und zahlreiche Abbasidenführer. Unter anderem besiegte er Mu'adh ibn Muslim ibn Mu'adh, den späteren Gouverneur von Chorasan. Die Zahl seiner Anhänger soll bis zu dreihunderttausend Menschen umfasst haben.
Der Kalif al-Mansur entsandte Truppen unter dem Oberkommando von General Khazim ibn Khuzayma al-Tamimi, der den Aufstand schließlich niederschlug. Ustadhis floh in eine Festung bei Badghis, wo er endgültig besiegt wurde. Nach Tabari soll das bis 768 geschehen sein, nach Arezou Azad nicht vor 750. Ustadhis und die Mitglieder seines Haushalt und Harems gerieten in Kriegsgefangenschaft. Nach anderen Berichten beging er Suizid.

### Schicksal seines Haushalts
Nach einigen Berichten soll es sich bei der Sklavin Maradschil um seine Tochter handeln. Sie soll noch im Säuglings- oder Kleinkindalter gewesen sein, als sie nach Ustadhsis Niederlage in abbasidische Kriegsgefangenschaft geriet und nach Bagdad gebracht wurde, wo sie aufgewachsen sein soll. Maradschil wurde später zur Sklavin des fünften Abbasiden-Kalifen Harun al-Raschid und gebar ihm als seine Konkubine am 14. September 786 den Sohn Abdallah al-Ma'mun, den späteren siebten Abbasiden-Kalifen. Maradschil starb bei oder kurz nach der Geburt.
Andere gefangene Mitglieder seines Haushalts bzw. Harems waren wohl die von al-Mahdi akquirierte Bahtariya und Schakla, die beiden zu seinen Konkubinen wurden und ihm Kinder gebaren. Bahtariya wurde Mutter des Abbasiden-Prinzen Mansur; Schakla die Mutter des Abbasiden-Prinzen Ibrahim ibn al-Mahdi.

## Rezeption
In der klassisch-arabischen Literatur wird Ustadhsis unter anderem Erwähnung im Taʾrīḫ aṭ-Ṭabarī – Taʾrīḫ ar-Rusūl wa-l-Mulūk von al-Tabari (839–923) erwähnt.